# Jillian Murray
Jillian Leigh Murray (Reading, 4 juni 1984) is een Amerikaans actrice. Het spelpersonage Liara T'soni uit Mass Effect is gemodelleerd naar haar.